# António Sousa Chicharo
António de Sousa Chicharo, foi o 12º Senhorio de Santarém, trisneto do heptaneto do rei D. Afonso III de Portugal, descendente do rei Afonso Henriques. 
A sua origem remonta aos reis visigodos, como deduzem os genealogistas em gerações seguidas até o primeiro do apelido, que foi D. Egas Gomes de Sousa, descendente de Fernando I, o Magno (1017-1065), rei de Castela (1035-1065) e Leão (1037-1065).  
Cavaleiro da Ordem de Cristo, assim como Senhor de Mortágua. O grau de rico-homem que herda da sua família, Ricos-homens do Reino de Portugal, era o título nobiliárquico mais elevado da nobreza no estrato social dos primeiros séculos das monarquias ibéricas. Foi 10º Senhor de Serva e Atei, Senhor da Torre de Santo Estêvão e 10º Senhor de juro e herdade de Penaguião, Gestaçô e Fontes.

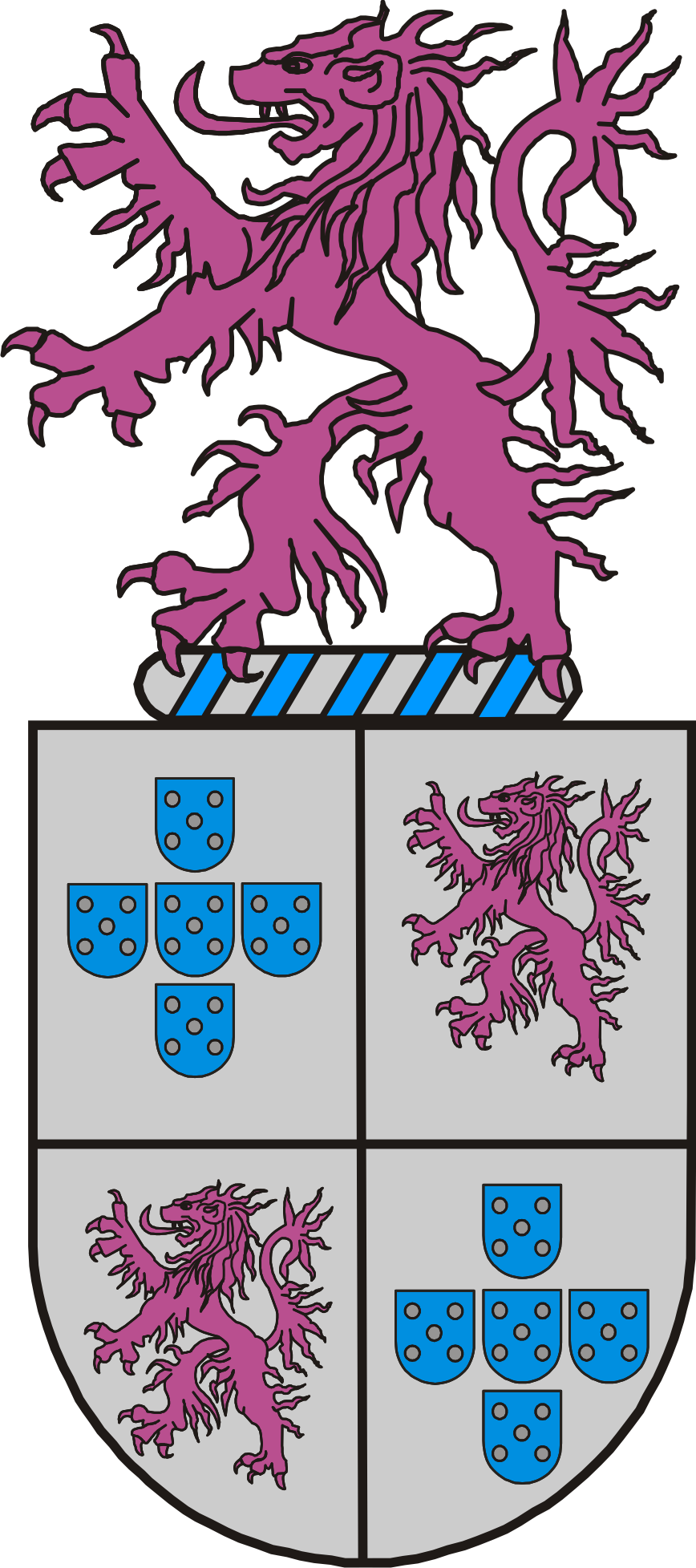
Brasão da Família Souza-Prado

## Relações familiares
Filho de Maria de Sousa e Mesquita e Sebastião Correia Pinto Montenegro é trisneto do heptaneto do rei D. Afonso III de Portugal (5 de Maio de 1210 -?) e  Madragana Ben Aloandro, descendente do Rei  Afonso Henriques e exaneto de D. Lopo Dias de Sousa 1362, Senhor de Mafra,  Ericeira e Enxara dos Cavaleiros.
Descendente directo de  Fernando I, o Magno (1017-1065), rei de Castela (1035-1065).
Primo de 10ª geração de D. Fernando de Portugal, Duque de Viseu (1433-1470), primo de 10º grau do rei D. João III e do Cardeal Henrique, rei de Portugal (1512-1580). 
Casou-se com desconhecida  de quem teve dois filhos:
- Maria de Sousa Chicharo
- Manuel Sousa Chicharo

Os seus últimos descendentes ainda vivos são os filhos e respectivos descendentes do seu exaneto António Manuel Sousa Chicharo: 
- Manuel Antonio de Sousa Chicharo
  - Ricardo Manuel Canhão Chicharo
- Nelson de Sousa Chicharo
  - Claudia Sousa Chicharo
  - Nelson Sousa Chicharo
- Aurora Virginia de Sousa Chicharo Martins de Jesus
  - Paulo Guilherme de Sousa Chicharo Simões
  - Sandra Cristina de Sousa Chicharo Martins de Jesus
  - Álvaro Alexandre de Sousa Chícharo Martins de Jesus
- António Manuel de Sousa Chícharo
  - Tiago Miguel Sousa Chicharo Mimoso
  - Tania Sousa Chicharo

## Títulos
- D. António de Sousa II de Portugal
- Senhor de Santarém
- Claveiro da Ordem de Cristo
- Senhor de Serva e Atei
- Senhor de Penaguião, Gestaçô e Fontes
- Senhor da torre de Stº Estêvão

Ricardo Manuel Canhão Chicharo filho de António Manuel Sousa Chicharo
Antonio de Sousa Chicharo (Septavô ou octavô de Aleixo de Sousa Chicharo)
Aleixo de Sousa Chicharo, aparece bem referenciado nos documentos históricos e da publicação da Universidade de Coimbra.
Do trabalho científico realizado por Maria Herminia Maldonado  em 1985 in (British Library, Códice Add. 20902) e publicado com o título "Relação das Náos e Armadas da India" - Historia da India, existente na Biblioteca da Universidade de Coimbra.
Que na suas páginas 69 e 193 relatam o seguinte:
Pag. 69
D.Constantino vizo-rei
Anno de 1558 - 4 náos a 7 de Abril
Dom Constantino vizo.rei, e capitão-moor partio a sete de Abril.
Capitães; Aleixo de Sousa Chicharo, Pero Peixoto, Jacome de Mello.
......................................................
Outros Descendentes Vivos
Artur de Sousa Chicharo  (Nascido entre 1828-1832)  - Descendente de Aleixo de Sousa Chicharo
Netos, Trisnetos e Tetra Netos
- António Manuel Pereira Chicharo
- Jose Maria Galamba Chicharo
- Carlos Chicharo
- Ana Isabel Rosado Pereira Chicharo
- Francisco Chicharo
- Maria José Chícharo Folque
- Margarida Nunes Zambujal Chicharo
- Ludgero Beja Chicharo
- José Francisco Semião Galamba Chicharo
- Isabel Maria Moreira Chícharo Matos
- Luis Manuel Zambujal Chícharo
- Carlos Zambujal Chicharo
- Pedro Chicharo Matos
- Margarida Rosado Pereira Chicharo
- Maria Isabel Beja Galamba Chicharo
- Sandra Isabel Semião Galamba Chicharo
- Ana Margarida Chicharo Mendes
- Vitor Manuel Beja Chicharo
- Igor Chicharo Mendes